# Promozione Piemonte-Valle d'Aosta 1980-1981
Nella stagione 1980-1981 la Promozione era il sesto livello del calcio italiano (il massimo livello regionale). Qui vi sono le statistiche relative al campionato in Piemonte e in Valle d'Aosta gestito dal Comitato Regionale Piemonte-Valle d'Aosta.
Il campionato è strutturato in vari gironi all'italiana su base regionale, gestiti dai Comitati Regionali di competenza. Promozioni alla categoria superiore e retrocessioni in quella inferiore non erano sempre omogenee; erano quantificate all'inizio del campionato dal Comitato Regionale secondo le direttive stabilite dalla Lega Nazionale Dilettanti, ma flessibili, in relazione al numero delle società retrocesse dalla Serie D e perciò, a seconda delle varie situazioni regionali, la fine del campionato poteva avere degli spareggi sia di promozione che di retrocessione.

## Girone A

### Squadre partecipanti
| Squadra                  | Città (provincia)               |
| ------------------------ | ------------------------------- |
| A.S. Borgosesia          | Borgosesia (VC)                 |
| A.C. Castellettese       | Castelletto sopra Ticino (NO)   |
| A.S. Cossatese           | Cossato (BI)                    |
| U.S. Crescentinese       | Crescentino (VC)                |
| A.S. Farese              | Fara Novarese (NO)              |
| A.C. Gozzano             | Gozzano (NO)                    |
| U.S. Gravellona          | Gravellona Toce (NO)            |
| U.S.I. Grignasco         | Grignasco (NO)                  |
| U.S. Ivrea               | Ivrea (TO)                      |
| S.C. Madonna di Campagna | Torino                          |
| A.C. Meina               | Meina (NO)                      |
| Oleggio Sportiva         | Oleggio (NO)                    |
| A.S. Pont Donnaz         | Pont-Saint-Martin e Donnas (AO) |
| A.C. Trecate             | Trecate (NO)                    |
| A.S. Verbania            | Verbania (NO)                   |
| A.S. Virtus Villadossola | Villadossola (NO)               |

### Classifica finale
|  | Pos. | Squadra             | Pt  | G   | V   | N   | P   | GF  | GS  | DR  |
|  | ---- | ------------------- | --- | --- | --- | --- | --- | --- | --- | --- |
|  | 1.   | Trecate             | 43  | 30  | 15  | 13  | 2   | 44  | 22  | +22 |
|  | 2.   | Ivrea               | 42  | 30  | 15  | 12  | 3   | 58  | 24  | +34 |
|  | 3.   | Cossatese           | 42  | 30  | 16  | 10  | 4   | 39  | 21  | +18 |
|  | 4.   | Gravellona          | 41  | 30  | 18  | 5   | 7   | 50  | 30  | +20 |
|  | 5.   | Verbania            | 36  | 30  | 12  | 12  | 6   | 27  | 15  | +12 |
|  | 6.   | Gozzano (-4)        | 34  | 30  | 12  | 14  | 4   | 35  | 15  | +20 |
|  | 7.   | Borgosesia          | 31  | 30  | 10  | 11  | 9   | 27  | 27  | 0   |
|  | 8.   | Grignasco           | 29  | 30  | 9   | 11  | 10  | 47  | 42  | +5  |
|  | 9.   | Crescentinese       | 25  | 30  | 8   | 9   | 13  | 26  | 40  | -14 |
|  | 10.  | Oleggio             | 24  | 30  | 7   | 10  | 13  | 33  | 39  | -6  |
|  | 11.  | Madonna di Campagna | 24  | 30  | 7   | 10  | 13  | 26  | 46  | -20 |
|  | 12.  | Virtus Villadossola | 23  | 30  | 7   | 9   | 14  | 32  | 49  | -17 |
|  | 13.  | Meina               | 22  | 30  | 5   | 12  | 13  | 23  | 34  | -11 |
|  | 14.  | Castellettese       | 21  | 30  | 4   | 13  | 13  | 21  | 39  | -18 |
|  | 15.  | Farese              | 20  | 30  | 5   | 10  | 15  | 28  | 49  | -21 |
|  | 16.  | Pont Donnaz         | 19  | 30  | 6   | 7   | 17  | 31  | 55  | -24 |
|  |      |                     | 476 | 480 | 156 | 168 | 156 | 547 | 547 | 0   |

Legenda:
      Promosso in Interregionale 1981-1982.
      Retrocesso in Prima Categoria.
Regolamento:
Due punti a vittoria, uno a pareggio, zero a sconfitta.
Pari merito in caso di pari punti.
Note:
Il Gozzano ha scontato 4 punti di penalizzazione.

### Spareggio promozione
|           | Risultati |       | Luogo e data             |
| --------- | --------- | ----- | ------------------------ |
| Cossatese | 0 - 1     | Ivrea | Vercelli, 30 maggio 1981 |
|           |           |       |                          |

- L'Ivrea è promosso all'Interregionale 1981-1982.

## Girone B

### Squadre partecipanti
| Squadra                      | Città (provincia)     |
| ---------------------------- | --------------------- |
| Acqui U.S.                   | Acqui Terme (AL)      |
| U.S. Alpignano               | Alpignano (TO)        |
| U.S. Arec Cafasse            | Cafasse (TO)          |
| Audace Club Boschese         | Bosco Marengo (AL)    |
| A.S. Bacigalupo              | Torino                |
| Pol. Busca                   | Busca (CN)            |
| A.S. Carassonese             | Mondovì (CN)          |
| U.S. Cheraschese             | Cherasco (CN)         |
| A.C. Cuneo                   | Cuneo                 |
| U.S. Fossanese               | Fossano (CN)          |
| A.C. Grugliasco              | Grugliasco (TO)       |
| U.S. Novese                  | Novi Ligure (AL)      |
| G.S. Pertusa Balangero Combi | Torino                |
| A.C. Saluzzo                 | Saluzzo (CN)          |
| G.S. Seo Borgaro Monterosa   | Borgaro Torinese (TO) |
| U.S. Saviglianese            | Savigliano (CN)       |

### Classifica finale
|  | Pos. | Squadra                 | Pt  | G   | V   | N   | P   | GF  | GS  | DR  |
|  | ---- | ----------------------- | --- | --- | --- | --- | --- | --- | --- | --- |
|  | 1.   | Novese                  | 44  | 30  | 17  | 10  | 3   | 49  | 15  | +34 |
|  | 2.   | Seo Borgaro Monterosa   | 44  | 30  | 17  | 10  | 3   | 36  | 9   | +27 |
|  | 3.   | Acqui                   | 43  | 30  | 19  | 5   | 6   | 63  | 19  | +44 |
|  | 4.   | Cuneo                   | 41  | 30  | 15  | 11  | 4   | 57  | 18  | +39 |
|  | 5.   | Fossanese               | 40  | 30  | 18  | 4   | 8   | 40  | 26  | +14 |
|  | 6.   | Alpignano               | 37  | 30  | 14  | 9   | 7   | 42  | 31  | +11 |
|  | 7.   | Cheraschese             | 37  | 30  | 14  | 9   | 7   | 47  | 26  | +21 |
|  | 8.   | Carassonese             | 31  | 30  | 13  | 5   | 12  | 37  | 42  | -5  |
|  | 9.   | Busca                   | 27  | 30  | 7   | 13  | 10  | 29  | 36  | -7  |
|  | 10.  | Audace Club Boschese    | 26  | 30  | 10  | 6   | 14  | 32  | 50  | -18 |
|  | 11.  | Saviglianese            | 26  | 30  | 7   | 12  | 11  | 18  | 25  | -7  |
|  | 12.  | Pertusa Balangero Combi | 23  | 30  | 8   | 7   | 15  | 29  | 45  | -16 |
|  | 13.  | Saluzzo                 | 20  | 30  | 6   | 8   | 16  | 30  | 45  | -15 |
|  | 14.  | Arec Cafasse            | 17  | 30  | 5   | 7   | 18  | 27  | 61  | -34 |
|  | 15.  | Grugliasco              | 15  | 30  | 4   | 7   | 19  | 21  | 53  | -32 |
|  | 16.  | Bacigalupo              | 9   | 30  | 2   | 5   | 23  | 16  | 72  | -56 |
|  |      |                         | 480 | 480 | 176 | 128 | 176 | 573 | 573 | 0   |

Legenda:
      Promosso in Interregionale 1981-1982.
      Retrocesso in Prima Categoria.
Regolamento:
Due punti a vittoria, uno a pareggio, zero a sconfitta.
Pari merito in caso di pari punti.
Note:
Cuneo ammesso in Interregionale per decisione della Lega Nazionale Dilettanti.